# 蒙特維多城扭矩足球會
蒙特維多城扭矩（西班牙語：Montevideo City Torque）是一家位於烏拉圭蒙特维多的足球俱樂部。俱樂部目前於烏拉圭足球甲級聯賽，在2018賽季首次晉級甲級聯賽。
該俱樂部成立於 2007 年，原名扭矩竞技俱樂部（Club Atlético Torque），自 2017 年 4 月起由城市足球集團（CFG）所有，俱樂部在 2020 年更为现名。蒙得維的亞城扭矩與曼城、紐約城和墨爾本城等CFG旗下球隊有聯繫。